# Álvaro Siza

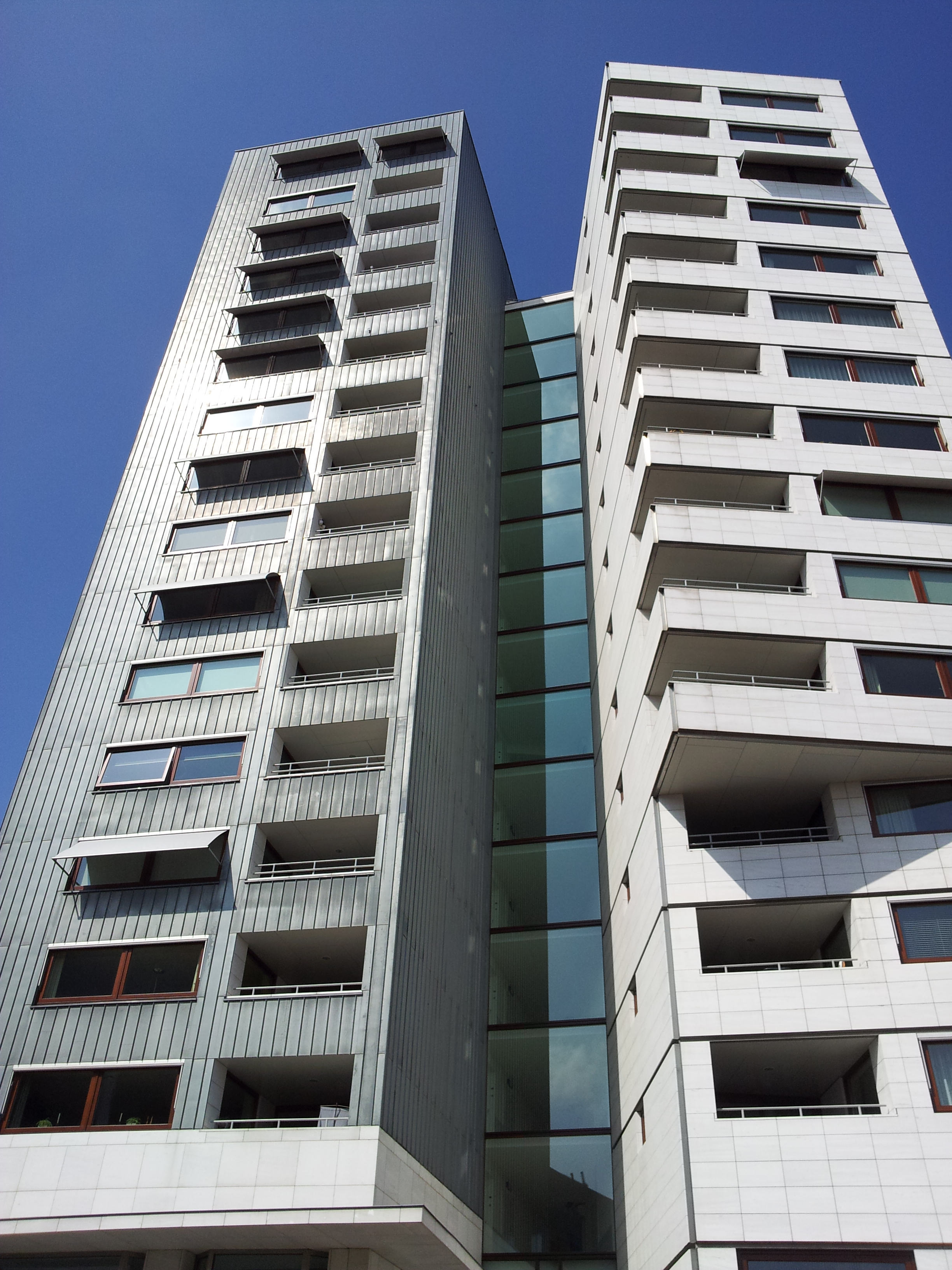
Toren van Siza, Maastricht-Céramique

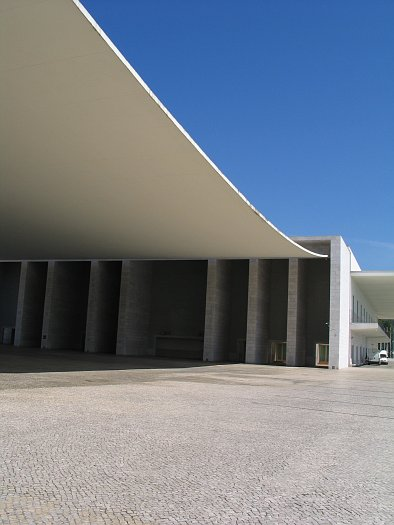
Portugees paviljoen Expo '98 in Lissabon

Álvaro Joaquim de Melo Siza Vieira (Matosinhos, 25 juni 1933) is een hedendaags Portugees architect. Zijn gebouwen genieten wereldwijd bewondering en hij won dan ook meermaals internationale architectuurprijzen waaronder de Pritzker Prize in 1992. Ondanks deze wereldwijde bekendheid bevindt zijn meeste werk zich in en rond Porto waar zijn kantoor gevestigd is. Naast de vele projecten in Portugal is werk van hem te vinden in onder andere Spanje, Duitsland, Argentinië en Brazilië. In Nederland is Álvaro Siza vooral bekend vanwege twee woontorens: de Toren van Siza in Maastricht en New Orleans in Rotterdam. Voor zijn jarenlange bijdrage aan de stadsvernieuwing in Den Haag kreeg hij de Dr. H.P. Berlageprijs 1993.

## Invloed en stijl
De architectuur van Álvaro Siza heeft grote invloed, hij wordt gezien als een van de belangrijkste architecten van dit moment. Zijn stijl is bijzonder moeilijk te omschrijven. Als hij aan een nieuw project begint start hij met een uitgebreide analyse van de context. Zijn architectuur vloeit voort uit deze analyse. Siza heeft groot respect en interesse voor traditie, hij probeert tradities op te pakken en te ontwikkelen/transformeren. In zijn projecten is altijd iets traditioneels en iets vernieuwends te vinden. Zijn projecten zijn te zien als een poging om een bestaande situatie te ontwikkelen.
Siza wordt veelal een minimalist en een expressionist genoemd, hij noemt zichzelf echter een functionalist. Zijn architectuur is ingewikkeld en laat zich moeilijk omschrijven. Om het te begrijpen dient het bezocht en bestudeerd te worden. Bijzonder in zijn werk is het spel met licht, licht komt vaak uit bijzondere hoeken. Hierbij maakt hij veelal gebruik van reflectie op meestal wit geschilderde wanden.

## Belangrijkste prijzen
- 1988 - Gold Medal Colégio de Arquitectos, Madrid
- 1988 - Mies van der Rohe Award
- 1992 - Pritzker Prize
- 1996 - Secil Award
- 1998 - Alvar Aalto Medaille
- 1998 - The Prince of Wales Prize from Harvard University
- 2000 - Secil Award
- 2001 - Wolf Prize in Arts
- 2005 - Grand Prix spécial d'urbanisme (Frankrijk)
- 2006 - Secil Award
- 2008 - Royal Gold Medal for Architecture - Royal Institute of British Architects
- 2009 - RIBA Royal Gold Medal

## Belangrijkste projecten
- 1958-1963 Theehuis, restaurant Boa Nova, Leça da Palmeira
- 1958-1965 Zwembad in het Quinta da Conceiçãopark, Matosinhos
- 1961-1966 Zwembaden aan zee, Leça da Palmeira
- 1969-1974 Filiaal Bank Borges & Irmão, Vila do Conde
- 1975-1977 Sociale woningbouw Bouça, Porto
- 1977-1997 Woningbouw in de wijk Quinta da Malagueira, Évora
- 1980-1984 Woningbouw Kreuzberg bonjour tristesse, Berlijn
- 1983-1984 Woningbouw Punt en Komma, Den Haag
- 1985-1989 Woningen en winkelruimte, Den Haag
- 1986-1994 Faculteit architectuur, Universiteit van Porto, Porto
- 1988-1993 Centro Galego de Arte Contemporánea, museum voor hedendaagse kunst, Santiago de Compostella
- 1988-1995 Centrale bibliotheek voor de Universiteit, Aveiro
- 1995-1996 Woningbouw en winkels A Fachada en Arco Íris, Maastricht
- 1990-1996 Sint Maria kerk, Marco de Canaveses
- 1991-1994 Fabrieksgebouw voor Vitra Design, Weil am Rhein
- 1991-1999 Museum Serralves, Porto
- 1994-1998 Portugees paviljoen voor de Expo '98, Lissabon
- 1999-2001 Woningbouw en kantoren Toren van Siza, Maastricht
- 2004-2008 Openbare bibliotheek van Viana do Castelo
- 2008-2010 Fundação Iberê Camargo, Porto Alegre
- 2007-2009 New Orleans, Rotterdam

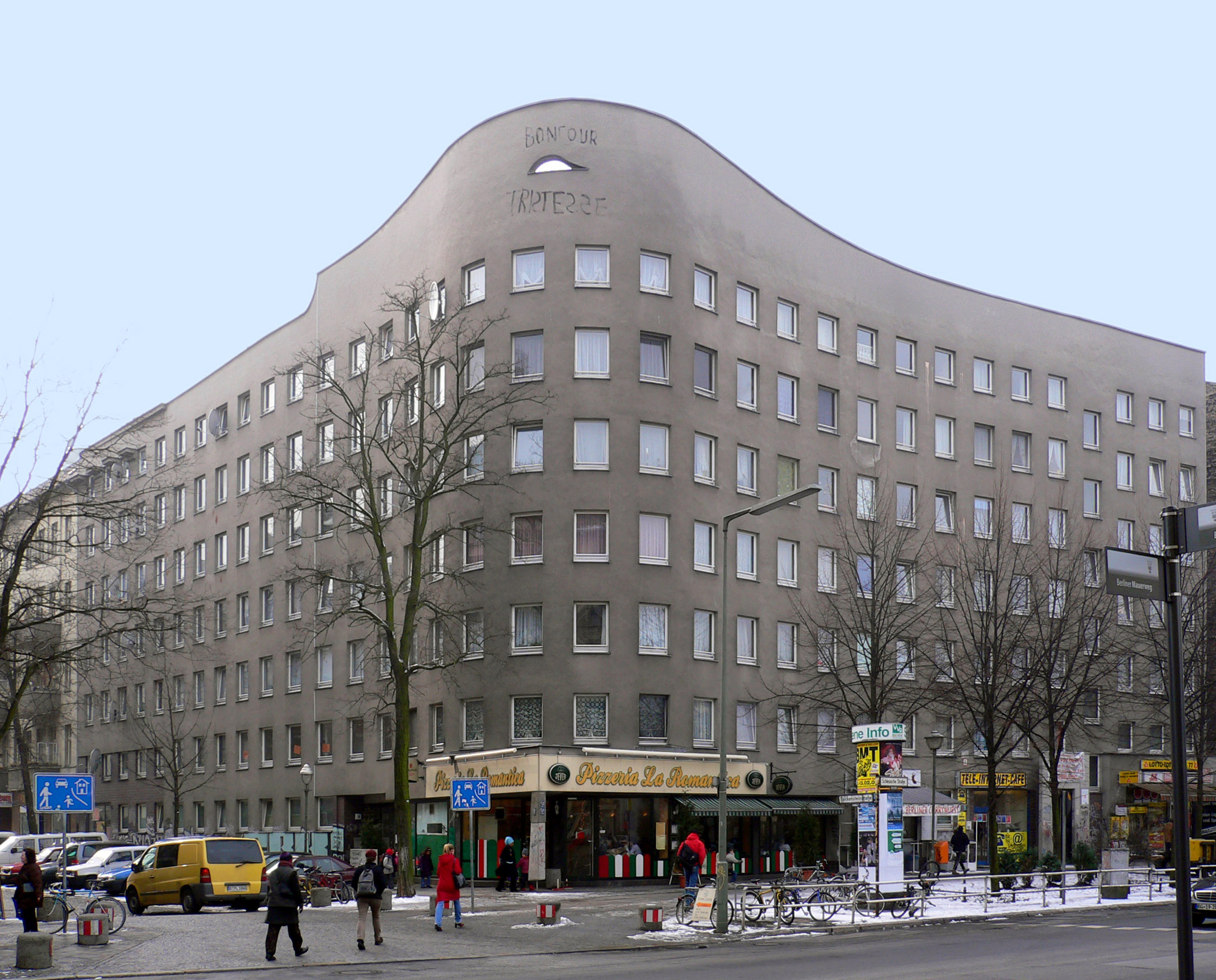
Bonjour Tristesse, Berlijn
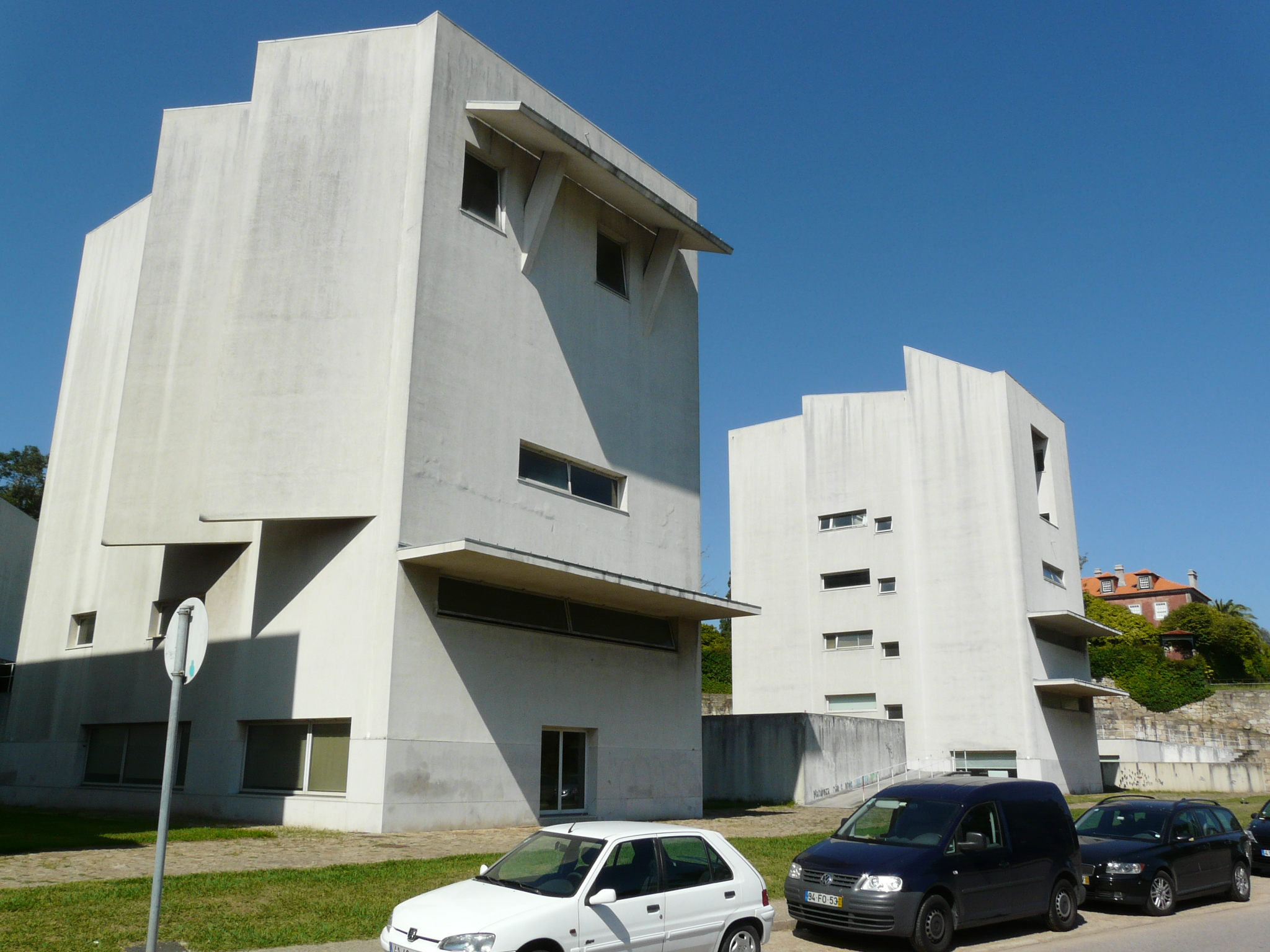
Faculteit architectuur, Porto
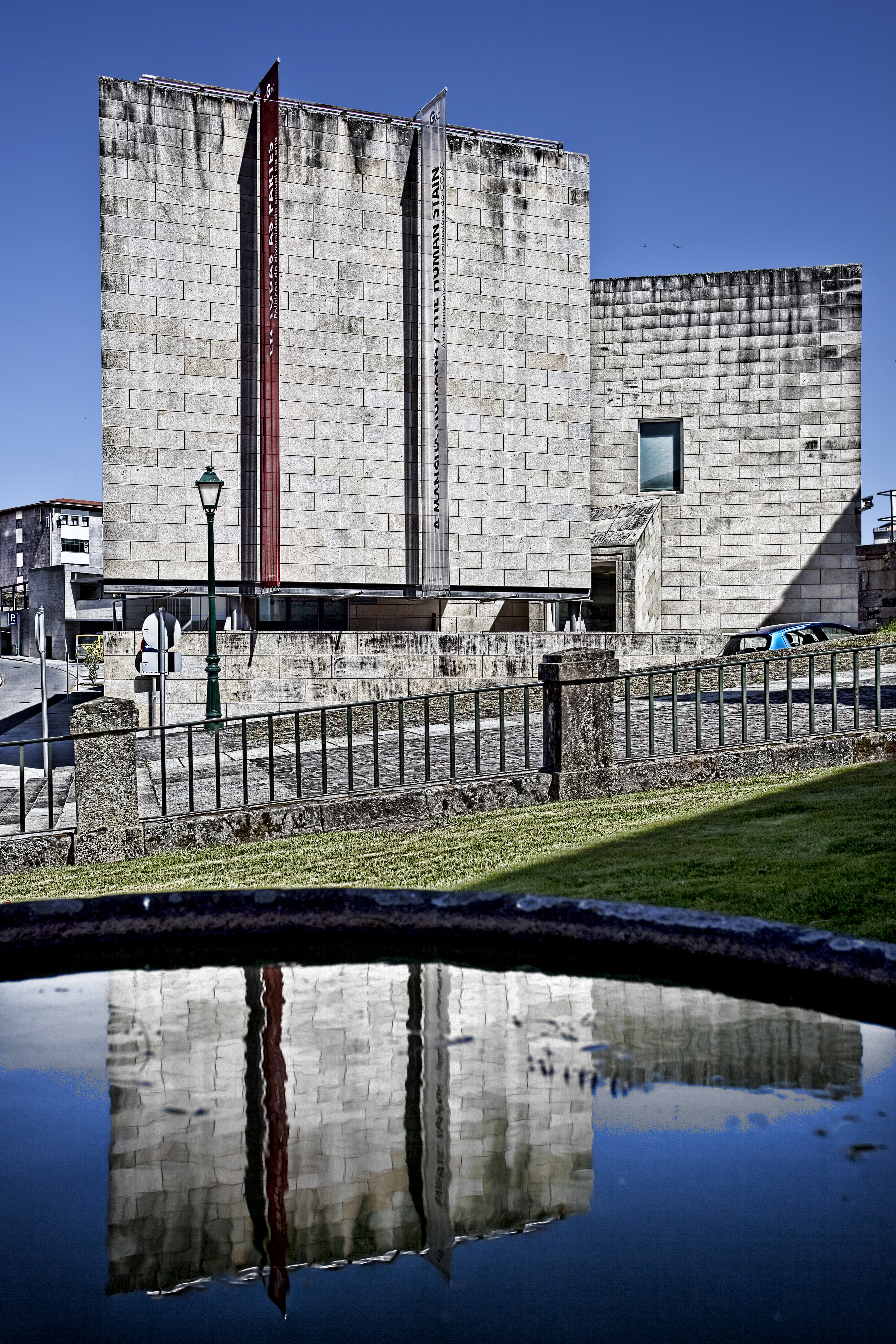
Centro Galego, Santiago de Compostella
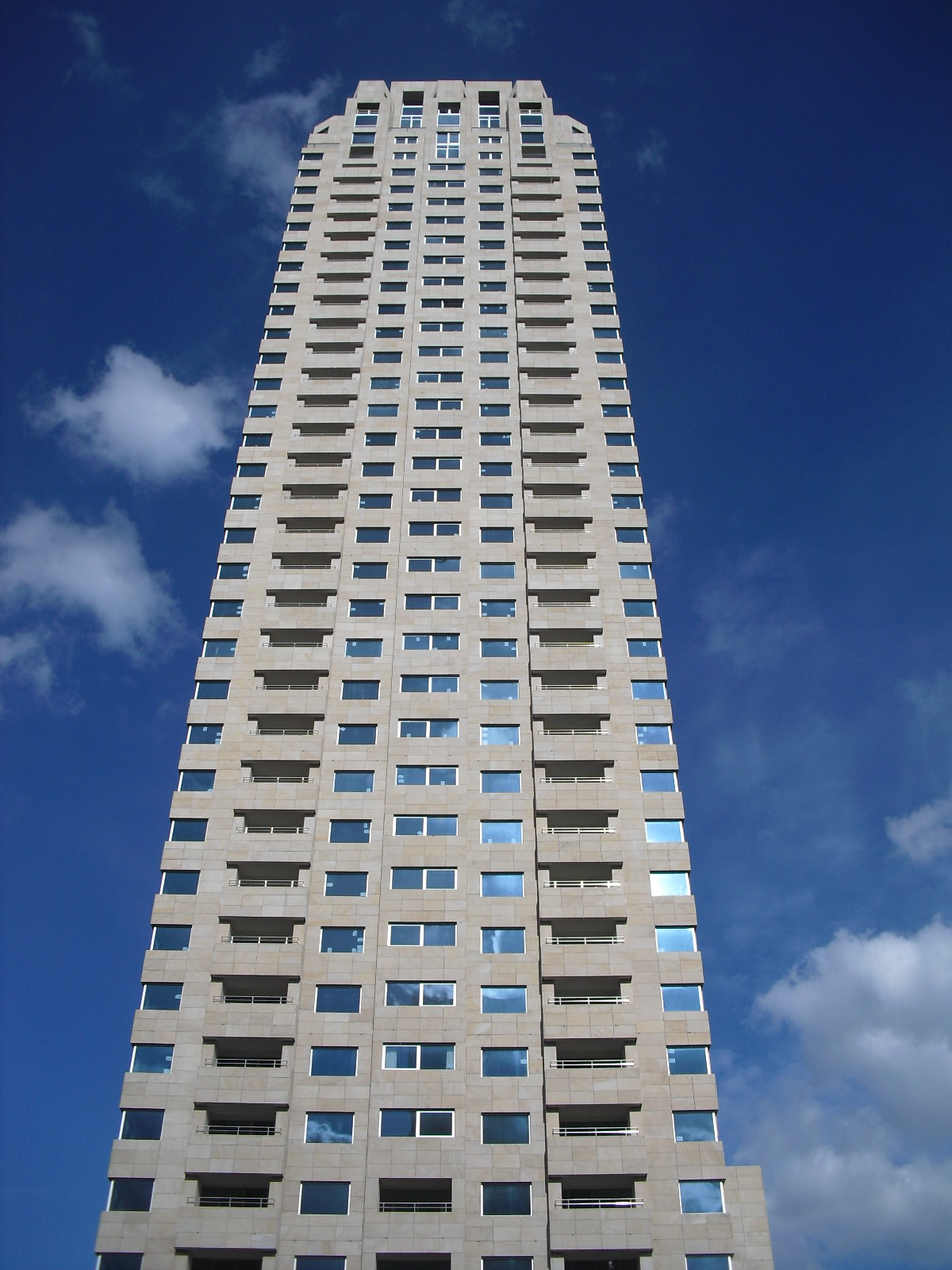
New Orleans, Rotterdam
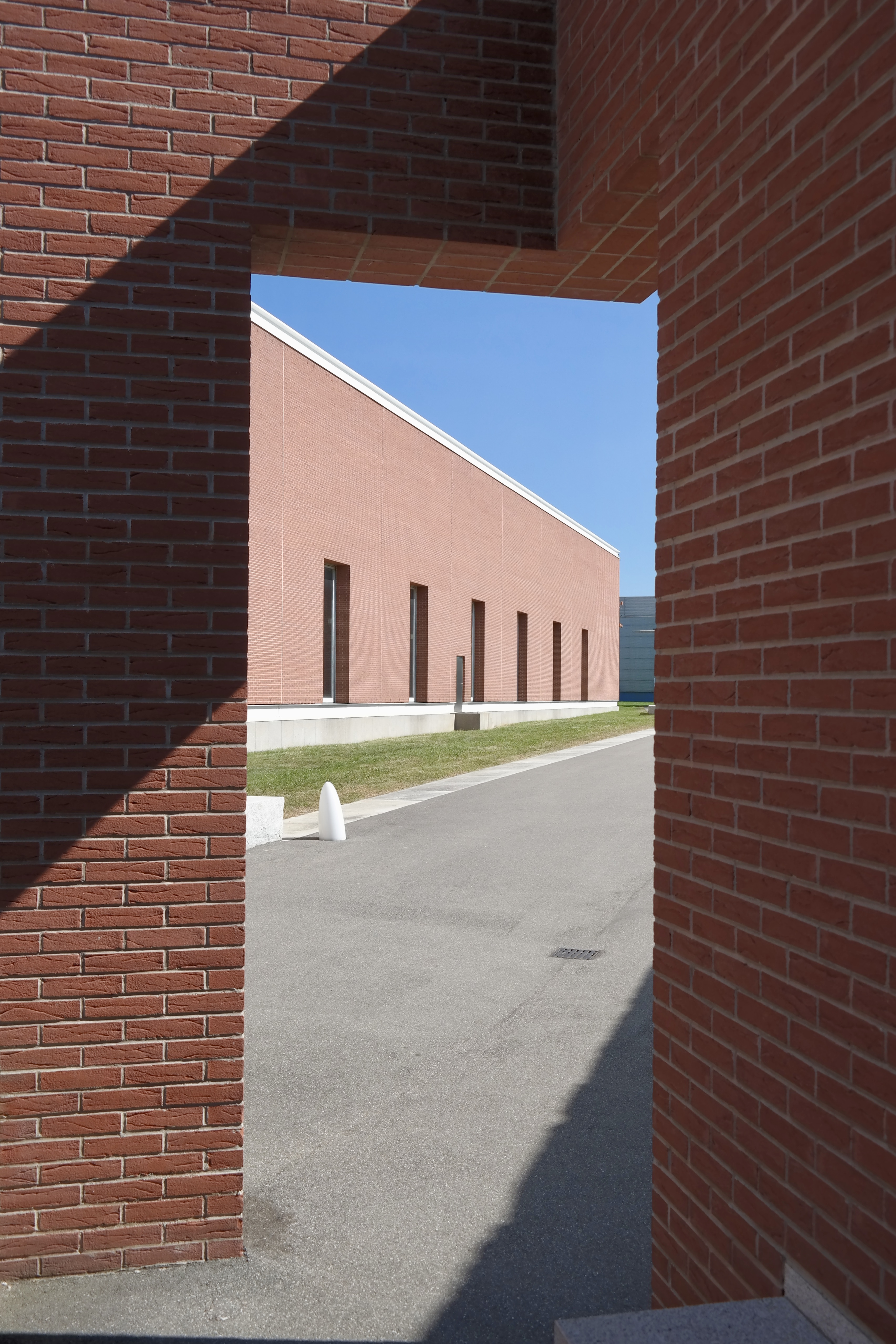
Fabrieksgebouw op de Vitra campus in Weil am Rhein
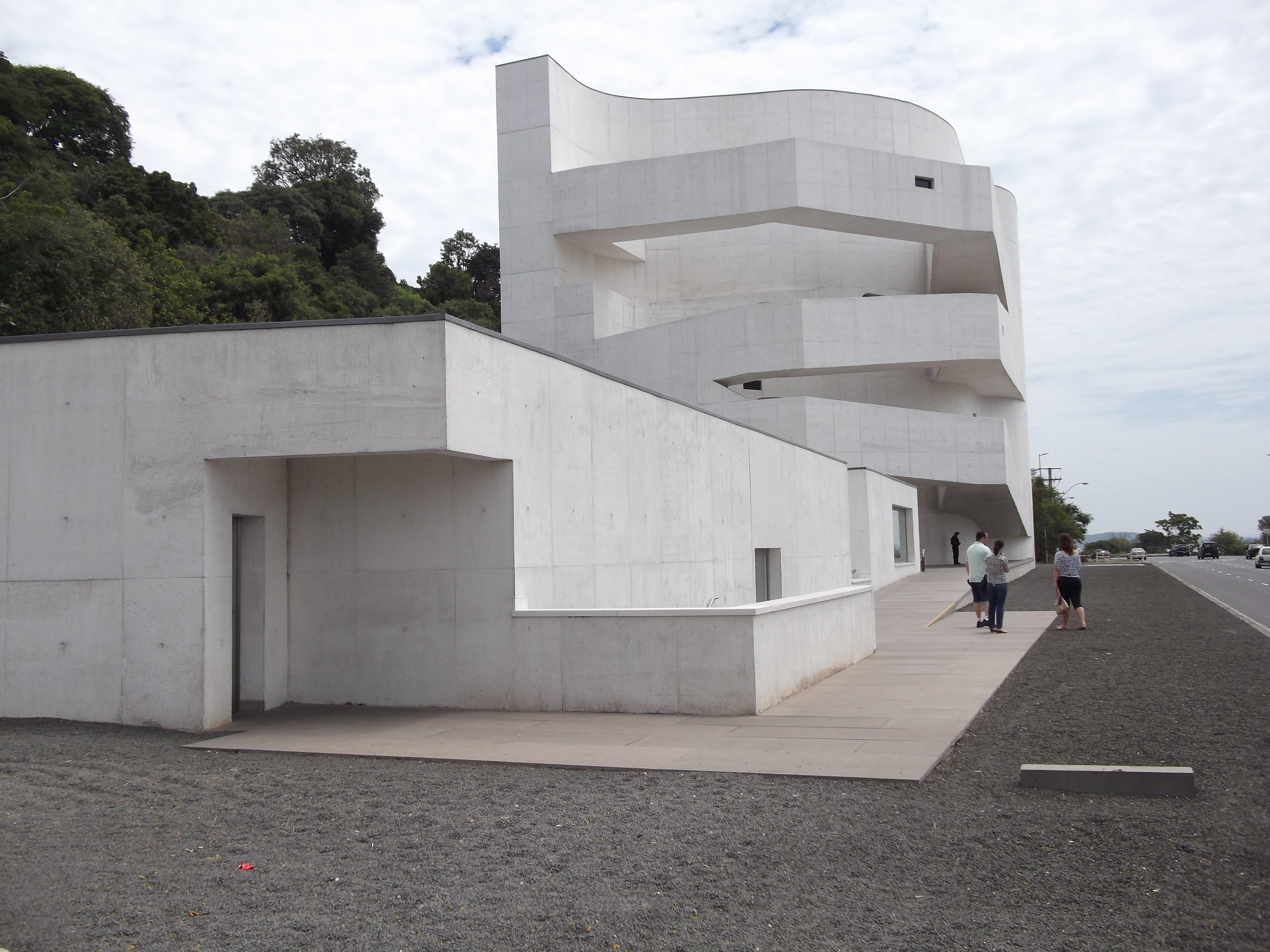
Fundação Iberê Camargo, Porto Alegre, Brazilië

- Bibsys: 90350915
- Biblioteca Nacional de España: XX1723584
- Bibliothèque nationale de France: cb12455517g (data)
- Catàleg d'autoritats de noms i títols de Catalunya: 981058516237906706
- CiNii: DA01782396
- Gemeinsame Normdatei: 121259412
- International Standard Name Identifier: 0000 0001 2275 9294
- Library of Congress Control Number: n85142960
- Nationale Bibliotheek van Letland: 000192205
- Bibliotheek van het Japanse parlement: 01110130
- Nationale Bibliotheek van Tsjechië: xx0014014
- Nationale bibliotheek van Australië: 35217668
- Nationale Bibliotheek van Israël: 987007430314605171
- Nationale Bibliotheek van Polen: a0000003749452
- Nederlandse Thesaurus van Auteursnamen: 072885432
- RKD-Nederlands Instituut voor Kunstgeschiedenis: 211310
- Istituto Centrale per il Catalogo Unico: LO1V007832
- SNAC: w67w6zb9
- Système universitaire de documentation: 059549564
- Trove: 869722
- Union List of Artist Names: 500018255
- Virtual International Authority File: 5027394
- WorldCat: E39PBJgmRHDQTbBKFfr8ptmrv3

Philip Johnson (1979) · Luis Barragán (1980) · James Stirling (1981) · Kevin Roche (1982) · I.M. Pei (1983) · Richard Meier (1984) · Hans Hollein (1985) · Gottfried Böhm (1986) · Kenzo Tange (1987) · Gordon Bunshaft en Oscar Niemeyer (1988) · Frank Gehry (1989) · Aldo Rossi (1990) · Robert Venturi (1991) · Álvaro Siza (1992) · Fumihiko Maki (1993) · Christian de Portzamparc (1994) · Tadao Ando (1995) · Rafael Moneo (1996) · Sverre Fehn (1997) · Renzo Piano (1998) · Norman Foster (1999) · Rem Koolhaas (2000) · Herzog & de Meuron (2001) · Glenn Murcutt (2002) · Jørn Utzon (2003) · Zaha Hadid (2004) · Thom Mayne (2005) · Paulo Mendes da Rocha (2006) · Richard Rogers (2007) · Jean Nouvel (2008) · Peter Zumthor (2009) · Kazuyo Sejima en Ryue Nishizawa (SANAA) (2010) · Eduardo Souto de Moura (2011) · Wang Shu (2012) · Toyo Ito (2013) · Shigeru Ban (2014) · Frei Otto (2015) · Alejandro Aravena (2016) · Rafael Aranda, Carme Pigem en Ramon Vilalta (RCR Arquitectes) (2017) · Balkrishna Doshi (2018) · Arata Isozaki (2019) · Grafton Architects (2020) · Anne Lacaton en Jean-Philippe Vassal (2021) · Francis Kéré (2022) · David Chipperfield (2023)
Álvaro Siza (1988) · Norman Foster (1990) · Esteve Bonell en Francesc Rius (1992) · Nicholas Grimshaw (1994) · Dominique Perrault (1996) · Peter Zumthor (1998) · Rafael Moneo (2001) · Zaha Hadid (2003) · Rem Koolhaas (2005) · Mansilla + Tuñón Architects (2007) · Snøhetta (2009) · David Chipperfield (2011) · Henning Larsen Architects (2013) · Estudio Barozzi Veiga (2015) · NL Architects en XVW Architectuur (2017)  · Lacaton & Vassal Architectes (2019)  · Grafton Architects (2022)